# 青年母猪
青年母猪指没有分娩过的母猪。在某些情况下，青年母猪也能也包括分娩胎次在两胎以内的母猪。「青年母猪」常与“后备种猪”一词混用，但青年母猪在多数情况下包括没有留种的母猪。